# Верхів'я Дунаю (природний парк)

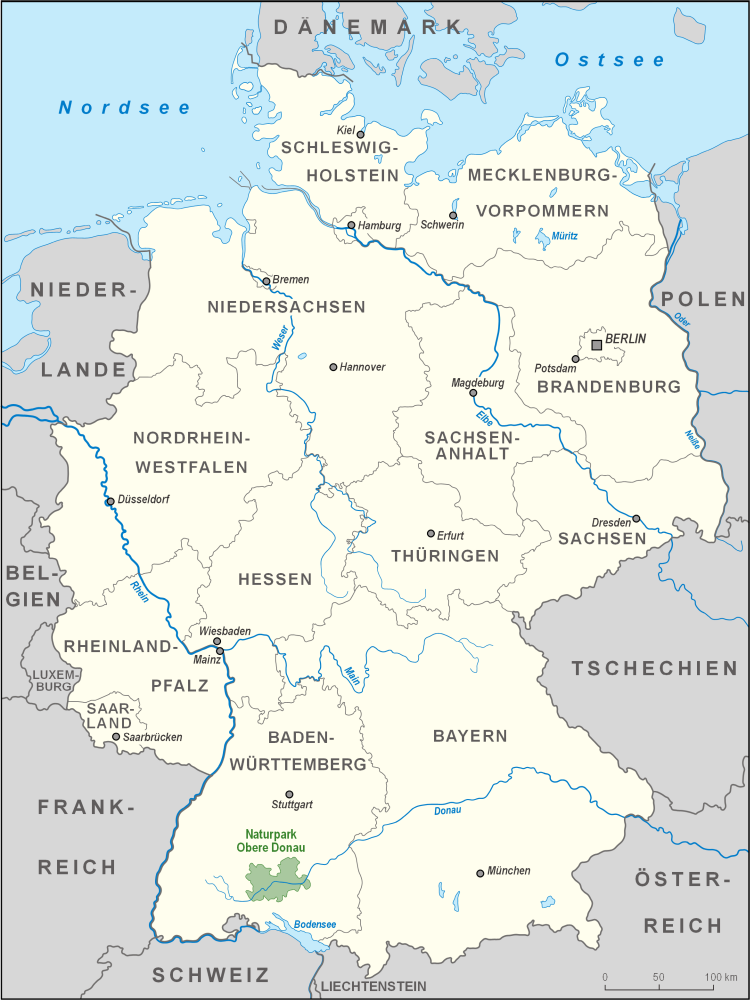
Парк на мапі Німеччини

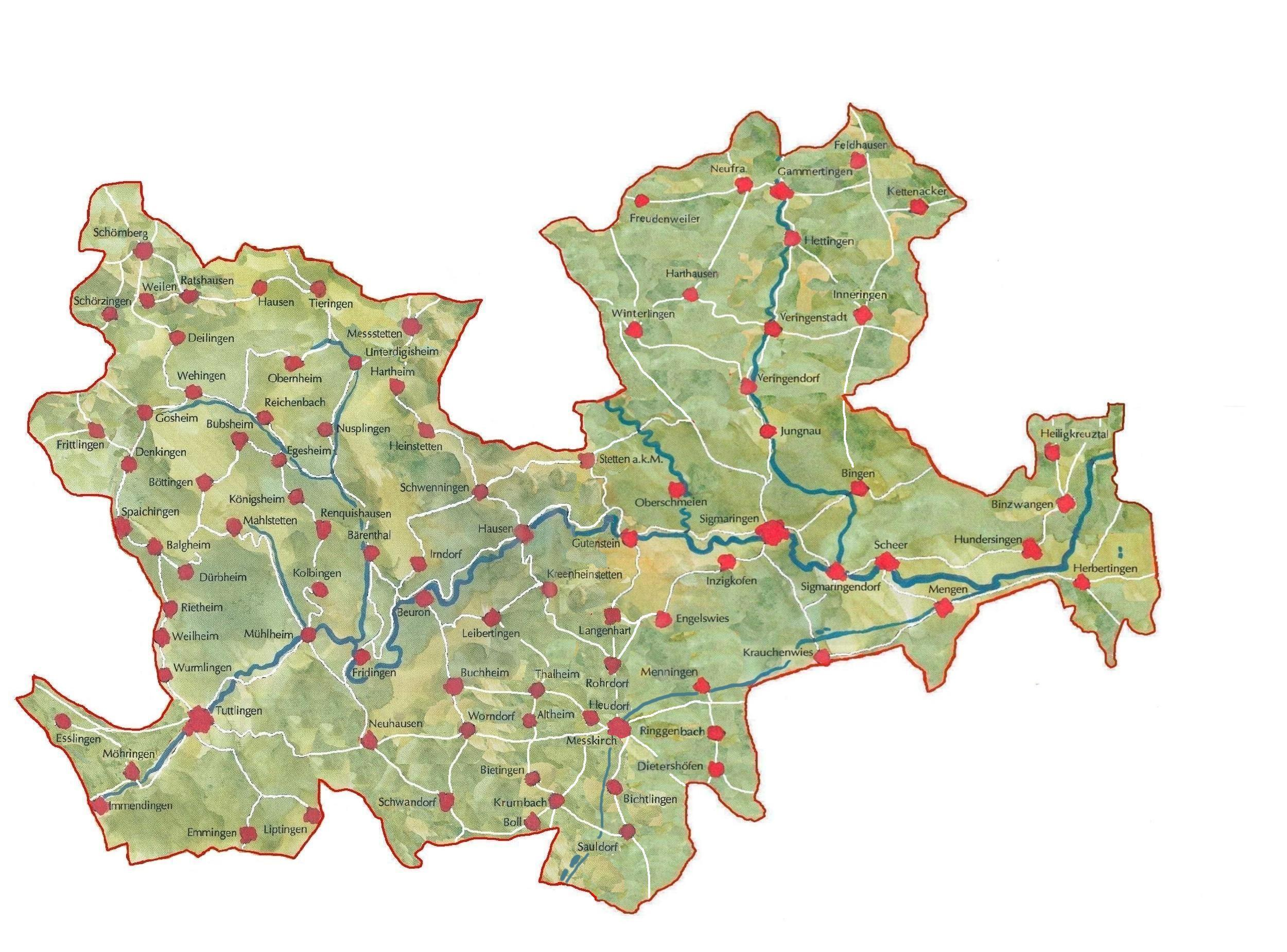
Upper Danube Nature Park

Природний парк Верхів'я Дунаю (нім. Naturpark Obere Donau) — природний парк заснований у 1980 році, розташований на півдні Баден-Вюртемберга. Німеччина і охоплює головним чином райони Тутлінген і Зігмарінген. Початкова площа становила 860 км², проте у 2005 році площу збільшили приблизно на 500 км². Штаб-квартира природного парку розташована в місті Бойрон. Парк займає південно-західну частину плато Швабський Альб, яке перерізає Дунай.

## Географія
Дві невеликі річки, Бригах і Брег на східній межі Шварцвальду зливаються у Донауешинген, утворюючи Дунай.
Дунай перетинає природний парк Верхнього Дунаю між Іммендінгеном і Ертінгеном, його річище, глибоко врізано в юрські скелі Швабського Альба — Дунайська брама біля Беурона
Геологічно і туристично цікавими є у парку Дунайські понори.
Паралельно з Дунаєм проходить Дунайська велодоріжка, яка прямує від Донаушингена до Відня. Залізниця Дунайської долини від Донауешінгена до Ульма дозволяє відвідати заповідник поїздом. Окрім регулярних поїздів, у літні місяці працює так званий експрес заповідника, особливо популярний серед відвідувачів природного заповідника між Тутлінгеном і Зігмарінгеном.